# Цвєтков Максим Олександрович
Максим Олександрович Цвєтков (народився 13 жовтня 1974 у м. Череповець, СРСР) — білоруський хокеїст, лівий захисник. Майстер спорту. 
Виступав за «Металург» (Череповець), ЦСКА (Москва), «Молот-Прикам'є» (Перм), «Сибір» (Новосибірськ), «Газовик» (Тюмень), «Хімволокно» (Могильов).
У складі національної збірної Білорусі провів 16 матчів (3 шайби, 3 передачі). У складі молодіжної збірної Росії учасник чемпіонату світу 1994.
Бронзовий призер чемпіонату Білорусі (2005); бронзовий призер чемпіонату СЄХЛ (2004).